# 芳升
芳升（よします、生没年不詳）とは、江戸時代から明治時代にかけての大坂の浮世絵師。

## 来歴
『浮世絵師伝』によれば一鶯斎芳梅の門人、大坂の人で歌川を称したという。作画期は安政から明治の頃にかけてとされるが、作は万延元年（1860年）に描かれた役者絵が1枚知られるのみである。

## 作品
- 「神谷伊右衛門・中村翫雀　佐藤与も七・嵐りかく　直助権兵衛・中村雀右衛門」　中判錦絵　※万延元年8月、大西芝居の『東街道四谷怪談』より